# NGC 2741
NGC 2741 ist eine Galaxie vom Hubble-Typ S im Sternbild Krebs auf der Ekliptik. Sie ist schätzungsweise 150 Millionen Lichtjahre von der Milchstraße entfernt.
Das Objekt wurde am 28. März 1864 von Albert Marth entdeckt.